# Primeros siete concilios ecuménicos

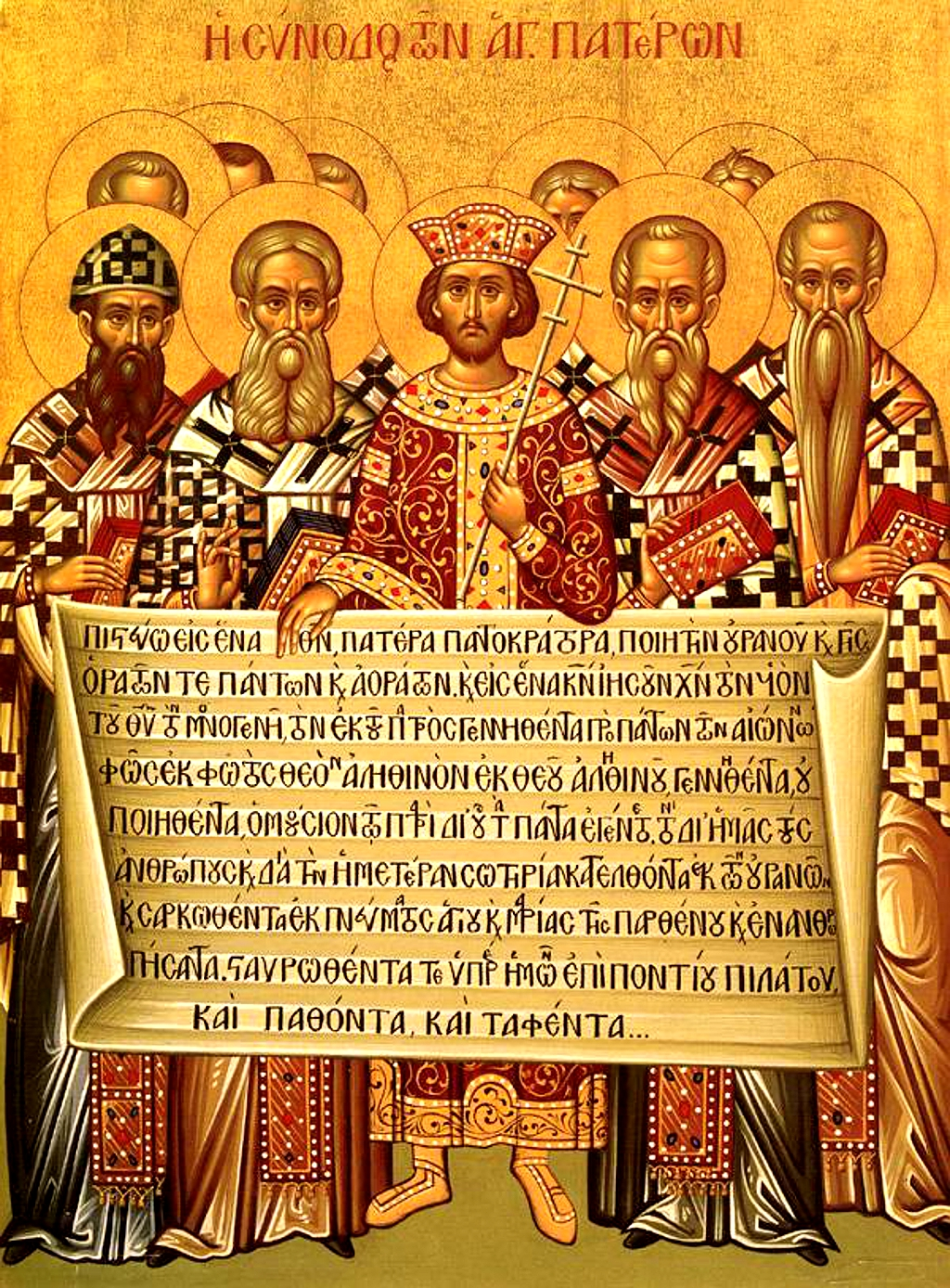
Icono que representa al emperador Constantino (centro), acompañado por los obispos del Primer Concilio de Nicea (325), sosteniendo el Credo Niceno-Constantinopolitano de 381

En la historia del cristianismo, los primeros siete concilios ecuménicos incluyen los siguientes: el Primer Concilio de Nicea en el año 325, el Primer Concilio de Constantinopla en el año 381, el Concilio de Éfeso en el año 431, el Concilio de Calcedonia en el año 451, el Segundo Concilio de Constantinopla en el año 553, el Tercer Concilio de Constantinopla del año 680 al 681 y, finalmente, el Segundo Concilio de Nicea en el año 787. Los siete concilios se convocaron en la actual Turquía.
Estos siete eventos representaron un intento de los líderes de la Iglesia por alcanzar un consenso ortodoxo, restaurar la paz y desarrollar una cristiandad unificada. La Iglesia ortodoxa, las Iglesias ortodoxas orientales y la Iglesia del Oriente, dentro de la cristiandad oriental, y las iglesias católica, anglicana, veterocatólicas —incluyendo las afiliadas a la Unión de Utrecht y la nacional polaca—, y algunas iglesias luteranas escandinavas, dentro de la cristiandad occidental, hacen remontar la legitimidad de su clero por sucesión apostólica a este periodo y aún más allá, hasta los mismos orígenes del cristianismo y el llamado cristianismo primitivo.
Esta época comienza con el Primer Concilio de Nicea en el año 325 d. C., convocado por el emperador Constantino I tras su victoria sobre Licinio y la consolidación de su reinado sobre el Imperio Romano. Nicea I enunció el Credo Niceno que en su forma original y modificado por el Primer Concilio de Constantinopla de 381 fue considerado por todos los concilios posteriores como la piedra angular de la ortodoxia sobre la doctrina de la  Trinidad.
Las iglesias ortodoxas orientales y católicas romanas aceptan los siete concilios como legítimos concilios ecuménicos. Las iglesias ortodoxas orientales no calcedoniano sólo aceptan los tres primeros, mientras que la Iglesia no efesiana de Oriente sólo acepta los dos primeros. Existe también un concilio adicional, el llamado Concilio Quinisexto de Trullo celebrado en el año 692 d. C. entre el sexto y el séptimo concilio ecuménico, que dictó normas organizativas, litúrgicas y canónicos pero no discutió la teología. Sólo dentro de la ortodoxia oriental su autoridad se considera comúnmente ecuménica, sin embargo los ortodoxos no lo cuentan entre los siete concilios generales, sino que lo consideran como una continuación del quinto y sexto. La Iglesia Católica Romana no acepta el Concilio Quinisexto, pero tanto el Magisterio romano como una minoría de jerarcas y escritores teológicos ortodoxos orientales consideran que hubo más concilios ecuménicos después de los siete primeros. (véase el Cuarto Concilio de Constantinopla, el Quinto Concilio de Constantinopla, y catorce posterior al cisma Concilios ecuménicos canónicos adicionales para los católicos).

## Los concilios
Estos siete concilios ecuménicos son:
| Concilio                       | Fecha                                       | Convocado por                                                 | Presidente                                                                                     | Asistencia (aprox.) | Temas |
| ------------------------------ | ------------------------------------------- | ------------------------------------------------------------- | ---------------------------------------------------------------------------------------------- | ------------------- | --- |
| Concilio de Nicea I            | 325 (20 de mayo -19 de junio)               | Emperador Constantino I                                       | Osio de Córdoba (y el Emperador Constantino)                                                   | 318                 | Arrianismo, la naturaleza de Cristo, la celebración de la Pascua (Pascua), la ordenación de los eunucos, la prohibición de arrodillarse los domingos y de Pascua a Pentecostés, la validez del bautismo por parte de los herejes, los cristianos caducos, otros asuntos diversos. |
| Concilio de Constantinopla I   | 381 (mayo–julio)                            | Emperador Teodosio I                                          | Timoteo de Alejandría, Melecio de Antioquía, Gregorio Nacianceno, y Nectario de Constantinopla | 150                 | Arrianismo, Apolinarismo, Sabelianismo, Espíritu Santo, sucesor de Melecio |
| Concilio de Éfeso              | 431 (22 de junio - 31 de julio )            | Emperador Teodosio II                                         | Cirilo de Alejandría                                                                           | 200–250             | Nestorianismo, Theotokos, Pelagianismo |
| Concilio de Calcedonia         | 451 (8 de octubre - 1 de noviembre)         | Emperador Marciano                                            | Los legados papales Pascasio, Lucencio y Bonifacio                                             | 520                 | Las sentencias emitidas en el Concilio de Éfeso II en 449, los presuntos delitos del obispo Dióscoro de Alejandría, la relación entre la divinidad y la humanidad de Cristo, muchas disputas que involucran obispos y sedes particulares.                                         |
| Concilio de Constantinopla II  | 553 (5 de mayo - 2 de junio)                | Emperador Justiniano I                                        | Eutiquio de Constantinopla                                                                     | 152                 | Nestorianismo Monofisismo |
| Concilio de Constantinopla III | 680-681 (7 de noviembre - 16 de septiembre) | Emperador Constantino IV                                      | Jorge I de Constantinopla                                                                      | 300                 | Monotelismo, las voluntades humana y divina de Jesús |
| Concilio de Nicea II           | 787 (24 de septiembre - 23 de octubre)      | Constantino VI y la emperatriz Irene de Atenas (como regente) | Tarasio de Constantinopla, legados del papa Adriano I                                          | 350                 | Iconoclasia |

### Concilio de Nicea I (325)

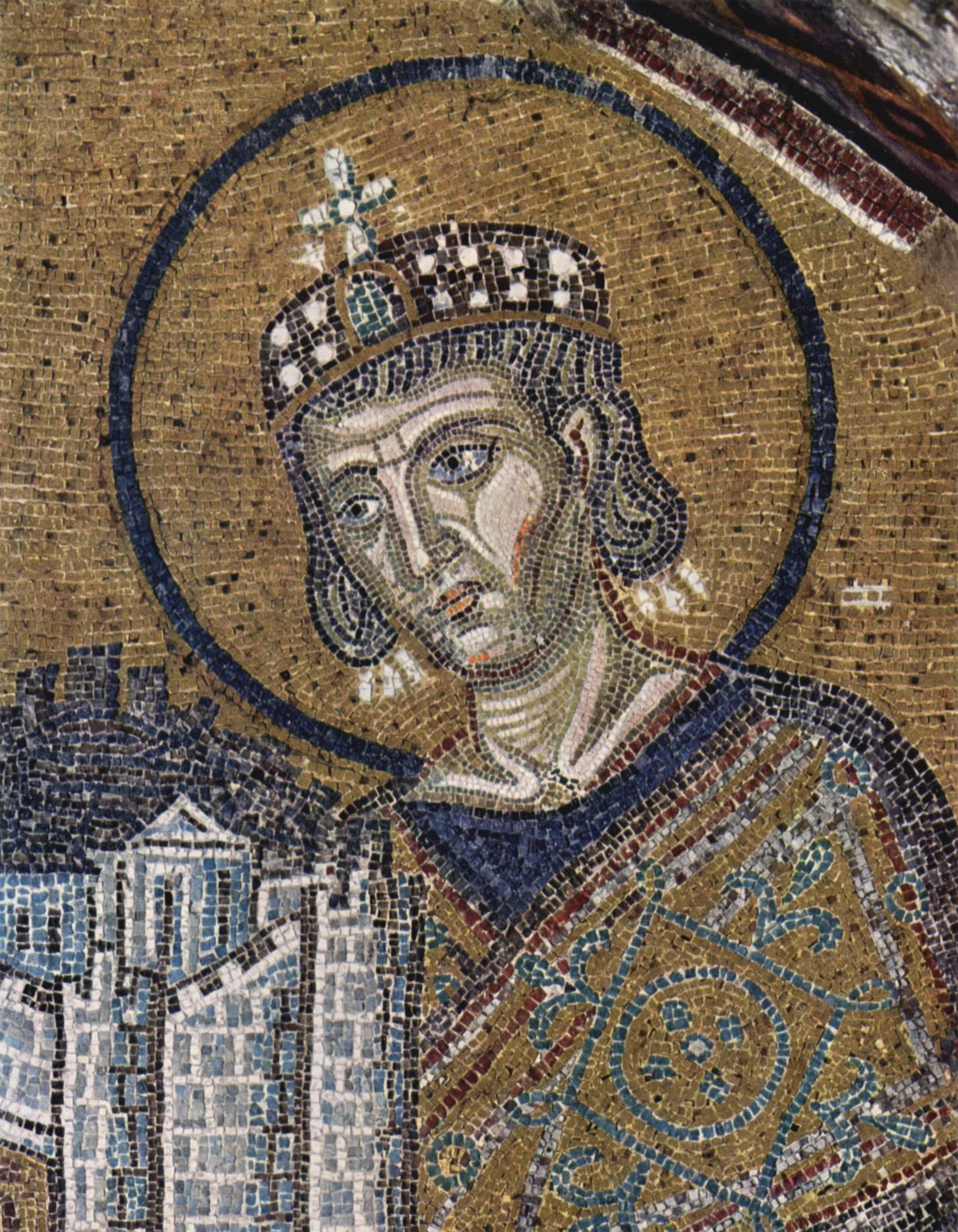
El emperador Constantino presenta una representación de la ciudad de Constantinopla como homenaje a una María entronizada y al niño Jesús en este mosaico de iglesia. Santa Sofía, c. 1000).

El emperador Constantino convocó este concilio para resolver una cuestión controvertida, la relación entre Jesucristo y Dios Padre. El Emperador quería establecer un acuerdo universal al respecto. Vinieron representantes de todo el Imperio, subvencionados por el Emperador. Antes de este concilio, los obispos celebraban concilios locales, como el Concilio de Jerusalén, pero nunca un concilio universal, o ecuménico.
El concilio redactó un credo, el credo Niceno original, que recibió un apoyo casi unánime. La descripción del concilio del "Hijo unigénito de Dios", Jesucristo, como de la misma sustancia con Dios Padre se convirtió en una piedra de toque del trinitarismo cristiano. El concilio también abordó la cuestión de la datación de la Pascua (véase Cuartodecimanismo y Controversia de Pascua), reconoció el derecho del Patriarcado de Alejandría a la jurisdicción fuera de su propia provincia (por analogía con la jurisdicción ejercida por Roma) y las prerrogativas de las iglesias de Antioquía y de las demás provincias y aprobó la costumbre por la que se honraba a Jerusalén, pero sin la dignidad metropolitana.
El Concilio contó con la oposición del arriano, y Constantino intentó reconciliar a Arrio, que da nombre al arrianismo, con la Iglesia. Incluso cuando Arrio murió en el año 336, un año antes de la muerte de Constantino, la controversia continuó, con varios grupos separados que abrazaban las simpatías arrianas de una manera u otra. En el año 359, un doble concilio de obispos orientales y occidentales afirmó una fórmula que afirmaba que el Padre y el Hijo eran similares de acuerdo con las escrituras, lo que supuso la victoria suprema para el arrianismo. Los oponentes del arrianismo se unieron, y el Primer Concilio de Constantinopla en 381 marcó la victoria final de la ortodoxia nicena dentro del Imperio, aunque el arrianismo se había extendido para entonces a las tribus germánicas, entre las que desapareció gradualmente después de la conversión de los  francos al cristianismo en 496.

#### Biblias encargadas por Constantino
En el año 331, Constantino I encargó a Eusebio de Cesarea la entrega de cincuenta Biblias para la Iglesia de Constantinopla. Atanasio (Apol. Const. 4) registró a escribas alejandrinos alrededor del año 340 preparando Biblias para  Constante. Poco más se sabe, aunque hay muchas especulaciones. Por ejemplo, se especula que esto puede haber motivado el listas de canon, y que el Codex Vaticanus y el Codex Sinaiticus son ejemplos de estas Biblias. Junto con la Peshitta y el Codex Alexandrinus, son las primeras Biblias cristianas existentes.

### Concilio de Constantinopla I (381)

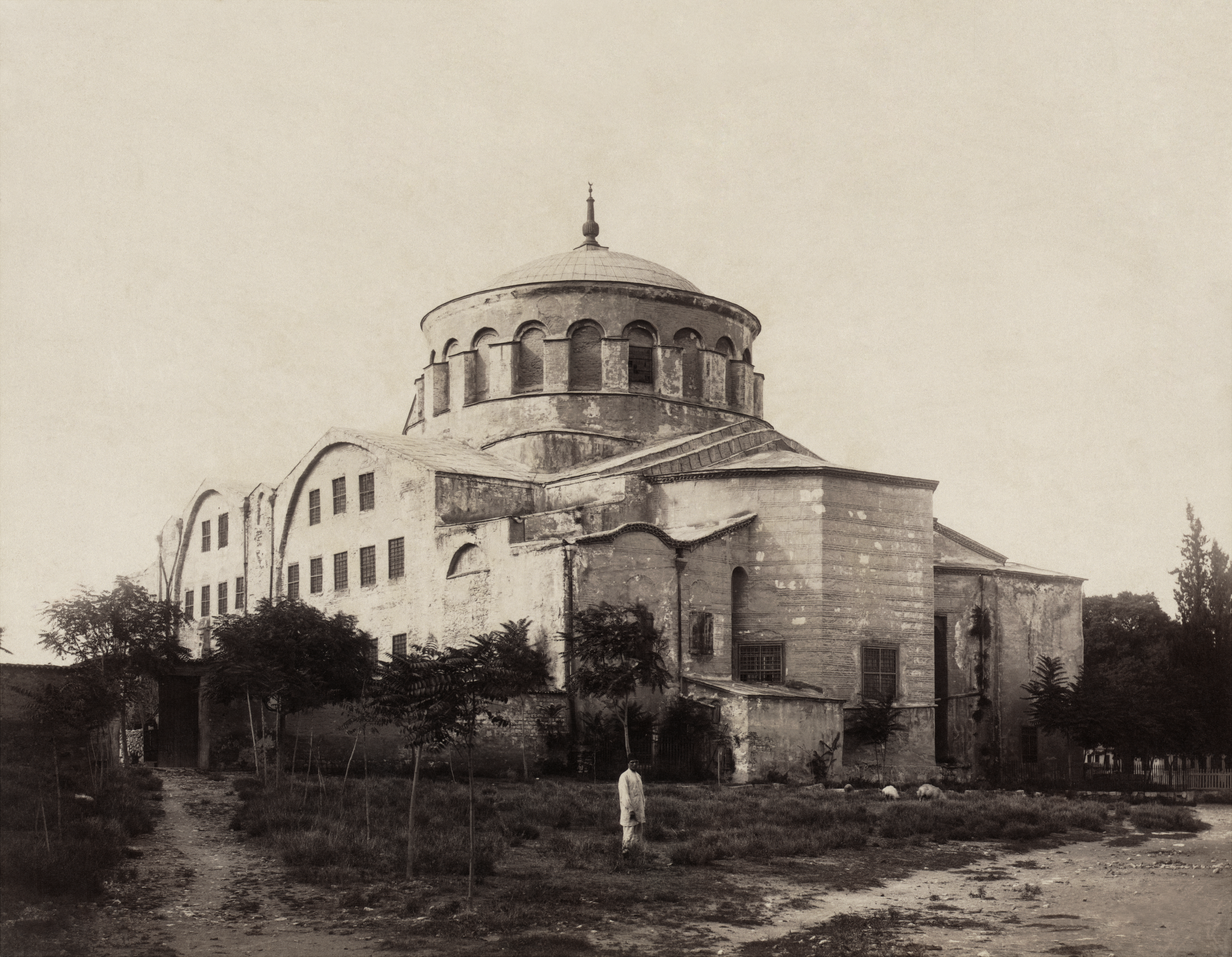
Hagia Irene es una antigua iglesia, ahora un museo, en Estambul. Encargada en el, es la primera iglesia construida en Constantinopla y conserva su atrio original. En 381 tuvo lugar en la iglesia el Concilio de Constantinopla I. Dañado por un terremoto en el, su forma actual data en gran parte de las reparaciones realizadas en ese momento.

El concilio aprobó la forma actual del Credo de Nicea que se utiliza en la mayoría de las Iglesias ortodoxas orientales. La Iglesia ortodoxa utiliza el texto del concilio pero con los verbos que expresan la creencia en singular: Πιστεύω (Yo creo) en lugar de Πιστεύομεν (Nosotros creemos). La Iglesia católica también utiliza el singular y, para su empleo en lengua latina, añade dos frases: Deum de Deo (Dios de Dios) y Filioque (y el Hijo), que no las incorpora en el texto en lengua griega. La forma utilizada por la Iglesia apostólica armenia, que forma parte de la ortodoxia oriental, tiene muchos más añadidos. Este credo más completo puede haber existido antes del Concilio y probablemente se originó en el credo bautismal de Constantinopla.
El concilio también condenó el apolinarismo, la enseñanza de que no había mente o alma humana en Cristo. También concedió a Constantinopla una precedencia honorífica sobre todas las iglesias excepto Roma.
El concilio no incluyó a los obispos occidentales ni a los legados romanos, pero posteriormente fue aceptado como ecuménico en Occidente.

### Concilio de Éfeso I (431)
Teodosio II convocó el concilio para resolver la controversia cristológica en torno al nestorianismo. Nestorio, Patriarca de Constantinopla, se opuso al uso del término Theotokos (griego: Ἡ Θεοτόκος, "portador de Dios"). Este término había sido utilizado durante mucho tiempo por los escritores ortodoxos, y estaba ganando popularidad junto con la devoción a María como Madre de Dios. Se dice que enseñó que había dos personas separadas en el Cristo encarnado, aunque se discute si realmente lo enseñó.
El concilio depuso a Nestorio, repudió el nestorianismo y proclamó a la Virgen María como la Theotokos.
Después de citar el Credo de Nicea en su forma original, como en el Primer Concilio de Nicea, sin las alteraciones y adiciones hechas en el Primer Concilio de Constantinopla, declaró "ilícito para cualquier hombre presentar, o escribir, o componer una Fe diferente (ἑτέραν) como rival de la establecida por los santos Padres reunidos con el Espíritu Santo en Nicea. "

### Concilio de Calcedonia (451)
El concilio repudió la doctrina Eutiquiana del monofisitismo, describió y delineó la "Unión hipostática" y las dos naturalezas de Cristo, humana y divina; adoptó la Definición  de Calcedonia. Para los que lo aceptan (ortodoxos orientales, católicos romanos y la mayoría de los protestantes), es el Cuarto Concilio Ecuménico (llamando al Concilio de Éfeso II, que fue rechazado por este concilio, el "Sínodo ladrón" o " Concilio ladrón").

#### Antes del concilio
En noviembre de 448, un sínodo en Constantinopla condenó a Eutiques por heterodoxo. Eutiques, archimandrita (abad) de un gran monasterio constantinopolitano, enseñaba que Cristo no era  consustancial con la humanidad.
En el año 449, Teodosio II convocó un concilio en Éfeso, donde Eutiques fue exonerado y devuelto a su monasterio. Este concilio fue posteriormente anulado por el Concilio de Calcedonia y etiquetado como "Latrocinio" (es decir, "Concilio ladrón").

### Concilio de Constantinopla II (553)
Este concilio condenó ciertos escritos y autores que defendían la cristología de Nestorio. Esta medida fue instigada por el emperador Justiniano en un esfuerzo por conciliar a los cristianos monofisitas, se opuso en Occidente, y la aceptación del concilio por parte de los Papas provocó un importante cisma.

#### Tres Capítulos
Antes del Segundo Concilio de Constantinopla hubo una prolongada controversia sobre el tratamiento de tres temas, todos ellos considerados simpatizantes del nestorianismo, la herejía de que hay dos personas separadas en la Encarnación de Cristo. El emperador Justiniano condenó los Tres Capítulos, esperando apelar a los  miafisitas cristianos con su celo antinestoriano. Los monofisitas creen que en el Cristo encarnado hay una sola naturaleza (es decir, la divina) y no dos mientras que los miafisitas creen que las dos naturalezas de Cristo están unidas como una sola y son distintas sólo en el pensamiento.
Los patriarcas orientales apoyaron al emperador, pero en Occidente se resintió su injerencia, y el papa Vigilio se resistió a su edicto alegando que se oponía a los decretos calcedonianos. La política de Justiniano era en realidad un ataque a la teología antioquena y a las decisiones de Calcedonia. El papa asintió y condenó los Tres Capítulos, pero las protestas en Occidente le hicieron retractarse de su condena. El emperador convocó el Segundo Concilio de Constantinopla para resolver la controversia.

#### Procedimientos del concilio
El concilio, al que asistieron en su mayoría obispos orientales, condenó a los Tres Capítulos e, indirectamente, al papa Vigilio. También afirmó la intención de Constantinopla de permanecer en comunión con Roma.

#### Después del concilio
Vigilio declaró su sumisión al concilio, al igual que su sucesor, el papa Pelagio I. El concilio no fue reconocido inmediatamente como ecuménico en Occidente, y Milán y Aquilea llegaron a romper la comunión con Roma por esta cuestión. El cisma no se reparó hasta finales del siglo VI en el caso de Milán y hasta finales del siglo VII en el caso de Aquilea.
La política del emperador Justiniano no logró reconciliar a los monofisitas.

### Concilio de Constantinopla III (680-681)
El Concilio de Constantinopla III (680–681): repudió el monotelismo, doctrina que obtuvo un amplio apoyo cuando se formuló en el año 638; el Concilio afirmó que Cristo tenía voluntad humana y divina.

#### Concilio Quinisexto
El Concilio Quinisexto (Quinto-Sexto Concilio) o Concilio de Trullo (692) no ha sido aceptado por la Iglesia Católica Romana. Dado que fue principalmente un concilio administrativo para elevar algunos cánones locales a la categoría de ecuménicos, establecer principios de disciplina clerical, abordar el Canon bíblico, sin determinar cuestiones de doctrina, la Iglesia Ortodoxa Oriental no lo considera un concilio de pleno derecho, viéndolo en cambio como una extensión de los concilios quinto y sexto. Dio sanción eclesiástica a la Pentarquía como gobierno de la religión estatal del Imperio romano.

### Concilio de Nicea II (787)
Concilio de Nicea II (787). En el año 753, el emperador Constantino V convocó el Sínodo de Hieria, que declaró que las imágenes de Jesús lo representaban mal y que las imágenes de María y los santos eran ídolos. El Segundo Concilio de Nicea restauró la veneración de los iconos y puso fin a la primera iconoclasia.

## Eventos posteriores
En el siglo IX, el emperador Miguel III depuso al Patriarca Ignacio de Constantinopla y se nombró a Focio en su lugar. El Papa Nicolás I declaró inválida la deposición de Ignacio. Después de que Miguel fuera asesinado, Ignacio fue reinstalado como patriarca sin ser cuestionado y en 869-870 un concilio en Constantinopla, considerado ecuménico en Occidente, anatematizó a Focio. Con la muerte de Ignacio en 877, Focio se convirtió en patriarca, y en 879-880 un otro concilio en Constantinopla, que muchos orientales consideran ecuménico, anuló la decisión del concilio anterior.